# Коджабашев, Костадин
Костадин Ташев Коджабашев (болг. Костадин Ташев Коджабашев; 5 марта 1962, Смолян, Народная Республика Болгария) — болгарский дипломат. Чрезвычайный и Полномочный Посол Болгарии на Украине (2018).

## Биография
В 1989 году окончил факультет международных отношений Московского государственного института международных отношений, затем Королевскую дипломатическую академию в Мадриде и Институт международных отношений «Клингендал», (Гаага).
В 1989—2009 годах работал в структуре Министерства иностранных дел Болгарии руководителем отдела, заместителем главного исполнительного директора управления Латинской Америки и Азии, Африки, Латинской Америки и Австралии; директором управления по вопросам НАТО и Латинской Америки в дирекции Америки МИД Болгарии. Также работал в иностранных миссиях Болгарии помощником стажёра в Посольстве Болгарии в Лагосе (Нигерия). Затем был третьим / вторым секретарём Посольства Болгарии в Хараре (Зимбабве); Первым секретарём / советником Посольства Болгарии в Риме (Италия), заместителем главы миссии; советник / Полномочный министр, заместитель Посла Посольства Болгарии в Мадриде (Испания).
В 2009—2012 годах — генеральный консул Республики Болгария в Валенсии (Испания).
В 2012—2016 годах — Чрезвычайный и Полномочный Посол республики Болгария в Королевстве Испания и Княжестве Андорра.
В 2016—2019 годах — генеральный директор Главного управления по вопросам двусторонних отношений Министерства иностранных дел Болгарии.
30 ноября 2018 года назначен Чрезвычайным и Полномочным Послом Республики Болгария на Украине.
19 марта 2019 года начал работу в должности посла в Посольстве Республики Болгария в Киеве.
Владеет английским, испанским, русским, использует итальянский и французский языки.

## Награды
- Орден Изабеллы Католической